# Club de Fútbol Barcelona 1956-1957

## Rosa
| N. |                   | Ruolo | Calciatore        |
| -- | ----------------- | ----- | ----------------- |
|    | Spagna (bandiera) | P     | Antoni Ramallets  |
|    | Spagna (bandiera) | P     | Pere Estrems      |
|    | Spagna (bandiera) | D     | Sígfrid Gràcia    |
|    | Spagna (bandiera) | D     | Fernando Olivella |
|    | Spagna (bandiera) | D     | Joaquim Brugué    |
|    | Spagna (bandiera) | D     | Joan Segarra      |
|    | Spagna (bandiera) | D     | Enric Gensana     |
|    | Spagna (bandiera) | D     | José Seguer       |
|    | Spagna (bandiera) | D     | Gustau Biosca     |
|    | Spagna (bandiera) | C     | Luis Suárez       |
|    | Spagna (bandiera) | C     | Martí Vergés      |

| N. |                     | Ruolo | Calciatore               |
| -- | ------------------- | ----- | ------------------------ |
|    | Spagna (bandiera)   | C     | Andreu Bosch             |
|    | Spagna (bandiera)   | C     | Isidre Flotats           |
|    | Spagna (bandiera)   | C     | Enrique Vicedo           |
|    | Ungheria (bandiera) | A     | László Kubala            |
|    | Spagna (bandiera)   | A     | Estanislao Basora        |
|    | Paraguay (bandiera) | A     | Eulogio Martínez         |
|    | Spagna (bandiera)   | A     | Justo Tejada             |
|    | Uruguay (bandiera)  | A     | Ramón Alberto Villaverde |
|    | Spagna (bandiera)   | A     | Eduardo Manchón          |
|    | Spagna (bandiera)   | A     | Francisco Sampedro       |
|    | Spagna (bandiera)   | A     | Mandi                    |
|    | Spagna (bandiera)   | A     | Lluís Coll               |

### Staff tecnico
- Allenatore:  Domènec Balmanya